# 프라이드 치킨
프라이드 치킨(영어: fried chicken) 또는 서던 프라이드 치킨(영어: Southern fried chicken)은 미국 남부의 닭튀김 요리이다. 대한민국에서는 한국식 치킨과 마찬가지로 후라이드 치킨으로 불리기도 한다.

## 역사
기름에 식재료를 튀기는 조리법은 중세 유럽에 올리브유가 많이 생산되던 지중해 연안지역에서 여러 형태로 존재해왔다. 닭튀김 조리법 역시 재료의 보존을 위해서 또는 낮은 품질의 재료에 맛을 첨가하기 위해서 사용되었다. 특히 대항해 시대를 열었던 포르투갈에서는 생선튀김 등 튀김 요리가 발달하였는데, 1441년부터 포르투갈이 본격적으로 아프리카 노예무역을 시작하면서 서아프리카 지역으로 튀김조리법이 전래되었다. 또한 튀김 조리법은 스코틀랜드로도 전래되었는데, 이는 1580년에 포르투갈을 병합한 스페인의 펠리페 2세가 이교도에 대한 탄압을 강화하자 종교의 자유를 위해 스코틀랜드로 이주한 유대인들에 의해 이루어졌다.
이것이 북미대륙에 식민지 개척을 위해 스코틀랜드인들이 이주하면서 미국 남부지역에 프라이드 치킨 조리법의 보편적인 형태로 정착하였다. 17세기에 이주한 영국인과 스코틀랜드인들은 닭을 많이 가지고 대서양을 건너갔는데, 잉글랜드 이민자들은 닭을 오븐에 구워먹었으나 이와 달리, 스코틀랜드 이민자들는 닭튀김을 먹는 전통을 가지고 있었다. 서아프리카에서는 닭고기를 팜유에 튀긴 요리가 있었으며, 이 요리에 익숙했던 아프리카계 노예들이 스코틀랜드 이민자들의 가정의 요리사로 일하게 되면서 스코틀랜드와 아프리카 간의 닭튀김 요리가 조합되었다.
노예제가 합법이었던 당시 미국 남부의 농장에서 일하던 노예들이 유일하게 사육하거나 먹을 수 있었던 고기가 닭이었다. 농장주들이 닭을 잡아먹을 때 뼈가 많은 부위를 잘라내고 몸통을 오븐에 구워낸 '로스트 치킨'을 먹었고 노예들은 뼈가 많은 부위를 모아 뜨겁게 달군 돼지기름이나 면실유(목화씨 기름)에 넣어 튀겨내서 뼈째로 씹어 먹었으며, 이것이 '딥 프라이드 치킨(Deep Fried chicken)'으로 오늘날 프라이드 치킨의 유래로 보고 있다. 이후, 아프리카계의 가정부들에 의해 전파되면서 오늘날의 프라이드 치킨으로 발전되었다.
문헌상에 레시피가 처음으로 등장한 것은 1824년 메리 랜돌프(Mary Randolf)가 쓴 『버지니아 주부』(The Virginia House-wife)라는 요리책이다. 이 책에는 닭에 소금 간을 한 밀가루를 입혀 15~20분간 튀긴 후, 무시 튀김(fried mush ,옥수숫 가루와 버터를 섞어 만든 반죽을 튀긴 것)을 곁들이고 파슬리(parsley)를 튀겨 장식해 낸다고 적혀 있다.
냉장 시설이 발달하기 전, 프라이드 치킨은 미국 남부의 더운 날씨에도 오랫동안 보관할 수 있는 음식이었기 때문에 미국 남부에서 더욱 선호하는 메뉴가 되었고 남북 전쟁이 끝난 이후, 프라이드 치킨은 미국 남부의 유럽계와 아프리카계 모두의 인기를 끌었으며, 특히 그레이비를 곁들인 프라이드 치킨은 어른보다 어린이가 더 좋아한다. 일요일 저녁식사(Sunday dinner)의 가장 인기있는 메뉴로 굳어졌다.

## 만들기

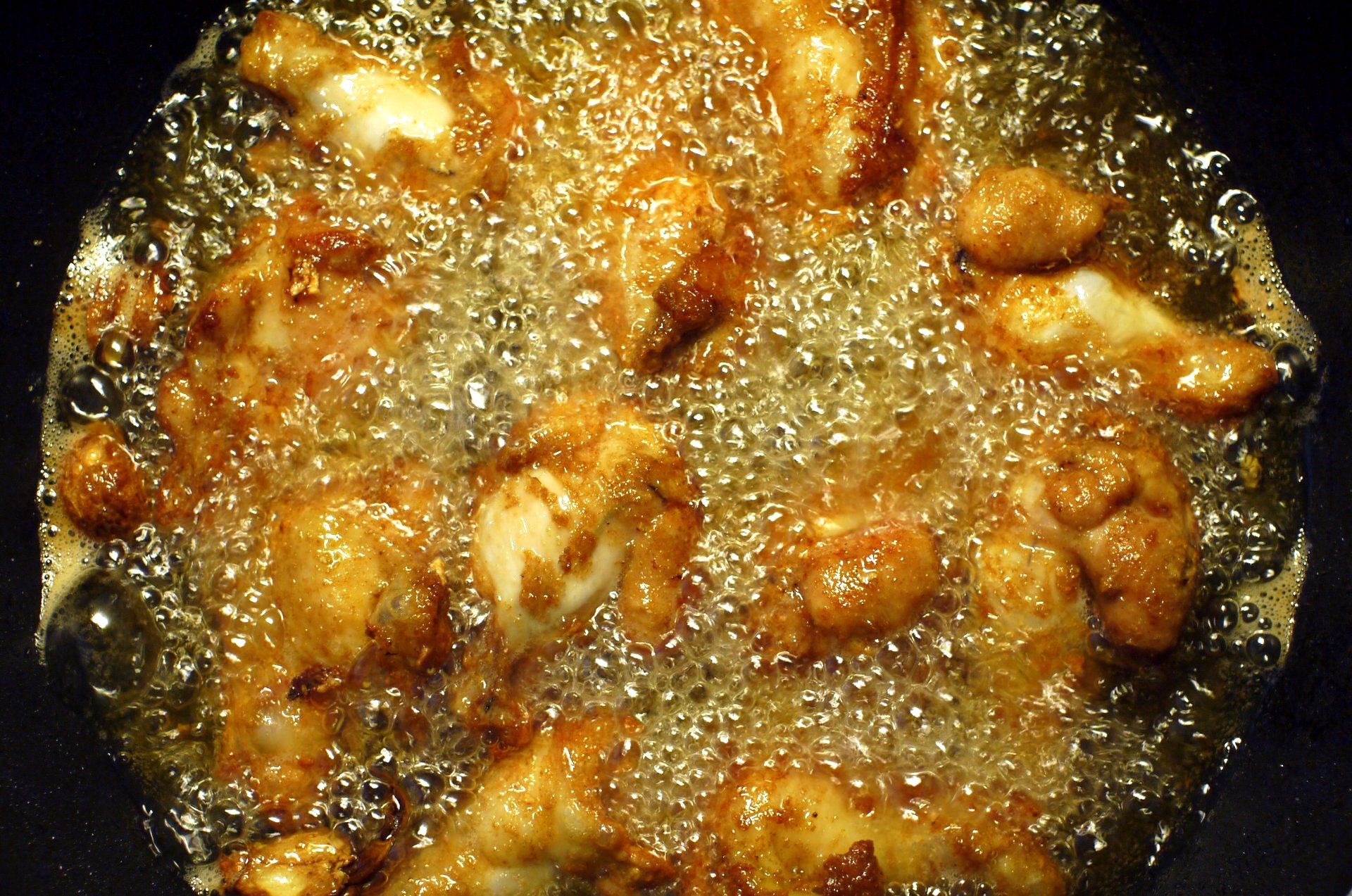
옥수수 기름에 닭고기를 튀기는 모습

프라이드 치킨은 여러 가지 조리 방법이 있으며, 기본적인 조리 방법은 닭을 여러 조각으로 토막낸 뒤, 물기를 빼고 소금과 후추로 밑간을 한 후, 튀김가루 또는 반죽을 묻혀서 튀겨내는 것이다. 닭 본연의 맛이 중요하기 때문에 신선한 닭을 사용하는 것이 중요하다. 밑간이 제대로 되어 있지 않으면 비린내가 나기 쉽다. 닭을 우유에 담가서 비린내를 제거할 수도 있다.
튀김옷을 입히는 방법은 가루 상태로 입히기도 하고 반죽 형태로 입히기도 한다. 가루 상태로 입히는 경우는 밀가루에 각종 향신료 가루 등을 섞어낸다. 닭에서 나오는 수분을 가루들이 흡수하여 바삭바삭한 맛을 내는 특징이 난다. 반죽 형태로 입히는 경우는 위의 혼합 가루에 차가운 물과 우유, 달걀을 넣고 섞는다. 옥수수 전분을 섞으면 더 바삭하게 만들 수 있다. 튀김가루를 여러 번 묻혀서 튀김옷을 두껍게 입힐 수도 있다.
기름에 튀기는 방법은 닭이 푹 잠길 정도의 양의 기름을 사용하는 딥 프라잉(deep frying)과 한 쪽만 잠길 정도의 양의 기름을 사용하여 닭을 뒤집어가며 익히는 팬 프라잉(pan frying 또는 shallow frying)이 있다. 기름은 과거에는 라드가 사용되었으나, 현대에 들어서는 식물성 기름을 사용하는 경우가 많다. 튀길 때는 180~190℃의 고온에서 튀겨낸다. 튀길 때 초벌로 한 번 튀긴 후, 꺼내서 식혀두었다가 먹기 직전에 한 번 더 튀기는 방법을 쓰면 속까지 고루 익힐 수 있다.

## 변형
미국에서도 이미 여러 가지 종류의 변형이 존재하며, 이는 다음과 같다.
- 버펄로 윙 (buffalo wing) : 뉴욕주 버팔로에서 처음 만들어졌다고 하여 붙여진 이름이다. 닭의 날개를 튀기거나 오븐에 구운 후, 카이엔 페어 소스를 발라 만든 요리이다.
- 치킨 텐더 (chicken tender) : 치킨 핑거, 치킨 스트립이라고도 부른다. 닭의 안심 및 가슴살을 손가락 정도로 길게 잘라 튀긴 요리이다.
- 버팔로 스트립 (Buffalo strip) : 버팔로 윙과 치킨 텐더의 조리법을 혼합한 요리로 닭 날개의 뼈를 발라낸 것을 튀겨 소스를 발라 만든 요리이다.
- 치킨 너겟 (chicken nuggets) : 닭의 살코기를 기계로 곱게 갈아서 뭉친 후 튀김옷 입혀 초벌 튀김한 것을 냉장 유통 시킨 것을 튀긴 요리이다.
- 팝콘 치킨 (popcorn chicken) : 닭고기의 뼈를 발라낸 것을 한 입 크기로 토막내고 튀긴 요리. 형태가 팝콘과 유사하여 이 이름이 붙여졌다.
- 치킨 샐러드 (chicken salad) : 닭고기와 채소에 소스를 곁들인 요리이다.
- 오렌지 치킨 (orange chicken) : 중국 스타일과 미국 스타일이 합쳐진 독특한 닭튀김 요리이다.

## 문화
오늘날 프라이드 치킨이 아프리카계 미국인들의 소울 푸드로 시작된 덕분에 미국에서 프라이드 치킨은 수박과 돼지곱창과 함께 아프리카계 미국인과 연관되는 경우가 많다. 다만, 아프리카계 미국인들이 모두 닭튀김을 좋아한다고 놀리는 등의 이유로 현재 미국에서는 프라이드 치킨과 아프리카계 미국인을 엮는 것이 인종차별적 요소로 여겨지고 있으며 대중 매체에서도 이런 표현은 피하고 있다.
스페인의 골프 선수인 세르히오 가르시아가 언론 인터뷰에서 "다음에 우즈를 만나면 치킨을 대접하겠다."라는 발언을 하여 물의를 빚은 적이 있었다. 평소에도 두 사람은 사이가 그리 좋지 않았으나, 이 발언으로 인해 사이가 더 나빠지기도 하였다. 이 발언으로 큰 홍역을 치른 가르시아는 이후, 2013년 6월 11일에 있을 US오픈 개막을 앞두고 우즈의 라커에 사과 쪽지를 남겼음을 밝혔고 우즈와의 관계 개선을 위해 두 사람이 악수하는 모습을 보여주는 등의 모습을 보이고 있다.

## 같이 보기
- 치킨
- 오리지널 치킨
- 닭튀김
- 가라아게